# پیچیدگی
پیچیدگی (Complexity) همواره نقشی عمده و پراهمّیّت در همهٔ زمینه‌های علمی و فنّی بر عهده داشته‌است. هرچند بشر از آغاز تا به امروز، به صورتی پیوسته با این مشکل بزرگ دست به گریبان بوده‌است، امروزه، ظهور و نمود پیچیدگی رشد و شیوعی چنان روزافزون و سریع به‌خود گرفته‌است، که بسیاری، قرن جدید میلادی را سدهٔ پیچیدگی نام نهاده‌اند.

## تعریف
با آنکه هنوز تعریف فراگیر و عامی برای این پدیدهٔ همه‌جاگیر و عام میسر نگردیده‌است، شاید، رایج‌ترین تعریف تقریبی پیچیدگی را بتوان این‌گونه بیان کرد:
هرگاه مجموعه‌ای متشکل از عوامل متعدد و گوناگون، در مقیاس‌های متفاوت، با اتکا و وابستگی ذاتی و جدایی‌ناپذیر عوامل بر همدیگر وجود داشته باشد، و بالاتر از همهٔ اینها، اگر نشود با حذف و قطع برخی از مؤلفه‌ها و اعضا، به کوچک‌تر ساختن آن مجموعه پرداخت، با پیچیدگی روبرو هستیم. همچنین، غیرخطی بودن رفتار مجموعه در همهٔ مقیاس‌ها از شرایط لازم برای وجود پیچیدگی‌ست. شایان اشاره و تأکید است، که آثاری از گونهٔ حیات و زنده‌بودن نیز از ویژگی‌های بارز در بیشتر پدیده‌های پیچیده‌است.

## نمونه‌ها
نمونه‌های بسیار رایج این پدیده را می‌شود از بدن موجودات زنده، تا بیشه‌ای که در آن حیوانات فراوان، از خیلی کوچک، تا خیلی بزرگ، زندگی می‌کنند، تا جریان‌های آشفته در دینامیک سیّالات و موارد مشابه دیگر شاهد آورد.

## تاریخچه
اگر چه مواجهه و رودررویی با امور و پدیده‌های پیچیده تعلّق به زمان خاصّی ندارد، تلاش انسان برای مطالعه و مدل‌سازی ریاضی آنها فصلی بلند (و همیشه ناتمام) را در کتاب بزرگ علوم و معارف انسان می‌گشاید. اگر اعداد را نخستین مدل‌های سادهٔ ریاضی بدانیم، بدون تردید می‌شود ابداع جبر و استفاده از متغیرها برای سامان‌دادن به محاسبات را در ردیف گام‌هایی قرارداد که اوّلین بار برای ماشینی‌کردن علوم، و مدیریّت پیچیدگی برداشته‌شده‌است.

## سامانه‌های پیچیده
سامانه‌های پیچیده بخش بسیار عمده‌ای از پژوهش‌ها و مطالعات وابسته به نظریهٔ سیستم‌ها را به نحوی جدّی به‌خود اختصاص داده‌است. تنها برای نمونه، می‌شود به سامانه‌های زیست‌شناسی، سیستم‌های اقتصادی، و شاید از همه بزرگ‌تر و پیچیده‌تر به خود اینترنت اشاره‌کرد.

## پیچیدگی در داده‌ها
مقالهٔ اصلی: پیچیدگی در داده‌ها
پدیدهٔ پیچیدگی را از امروز به‌بعد، باید در همه‌جا، هم در داشته‌ها و داده‌ها و هم در خود سامانه‌ها سراغ‌گرفت. در بیشتر پروژه‌های مهندسی امروزین، سیستم‌های رایانه‌ای مدرن، و در اغلب موارد دیگر روشن‌ترین شیوهٔ بررسی، مدل‌سازی، و تحلیل از تعریف و تقسیم تمامی امور به دو بخش عمدهٔ داده‌ها و سیستم‌های منطقی پرورنده و پردازش کنندهٔ داده‌ها شروع می‌شود.
همین‌جا باید اضافه شود که نقش فناوری اکس‌ام‌ال بیان و نمایش داده‌ها (و به‌ویژه داده‌های پیچیده‌تری همچون تصاویر، و متون به شیوه‌ای ست که آمادهٔ درک و برداشت توسّط ماشین باشد، در حالی که حمل بار سنگین پیچیدگی در منطق و در پردازش بر عهدهٔ هوش ماشینی و شیوه‌های گونه گونهٔ آن نهاده می‌شود.

## پیچیدگی در زیست‌شناسی
مقالهٔ اصلی: پیچیدگی در زیست‌شناسی
زیست‌شناسی و علوم حیات از جملهٔ بارزترین زمینه‌ها و میدان‌های پیچیدهٔ علمی است.

## مدیریت پیچیدگی
مقالهٔ اصلی: مدیریت پیچیدگی

### تقلیل‌گرایی
مقالهٔ اصلی: تقلیل‌گرایی

## پانوشته‌ها
1. ↑  Nonlinearity
2. ↑  Turbulent flow
3. ↑  Variables
4. ↑  Bioscience

## افراد مرتبط
- ادگار مورن
- نشریّات عمده در باب پیچیدگی